# Сант-Анджело-Ле-Фратте
Сант-Анджело-Ле-Фратте (итал. Sant'Angelo Le Fratte) — коммуна в Италии, располагается в регионе Базиликата, в провинции Потенца.
Население составляет 1472 человека (2008 г.), плотность населения составляет 64 чел./км². Занимает площадь 23 км². Почтовый индекс — 85050. Телефонный код — 0975.
Покровителем населённого пункта считается святой Михаил Архангел, празднование 29 сентября.

## Демография
Динамика населения:

## Администрация коммуны
- Официальный сайт: http://www.comune.santangelolefratte.pz.it/